# 카렌 블릭센
카렌 크리스텐세 폰 블릭센피네케(영어: Karen Christenze von Blixen-Finecke, 1885년 4월 17일 ~ 1962년 9월 7일)은 덴마크의 작가이다. 영미권에서는 아이작 디네센(Isak Dinesen), 독일어권에서는 타니아 블릭센(Tannia Blixen)이란 필명으로 알려져 있다.

## 어린 시절
1885년 4월 17일 덴마크의 룽스테드(Rungsted)에서 출생하였다. 아버지 빌헬름 디네센은 군인이자 정치가였으며, 젊은 시절 미국에서 아메리카 원주민들과의 생활을 바탕으로 '사냥꾼의 편지'란 책을 쓴 적도 있는 문필가이기도 했고, 어머니 잉게보르 베스텐홀츠는 부유한 상인 가문 출신이었다.
10살이 되던 1895년 아버지 빌헬름이 자살을 하면서, 어머니 잉게보르는 2남 3녀의 자녀들과 함께 친정으로 돌아가, 역시 오래전 과부가 된 어머니와 함께 지내게 되었다. 전형적인 청교도적 브루주아 가문인 외가에서의 생활은 어린 블릭센에게 많은 제약을 주었고, 이후 그의 작품의 주된 테마가 되는 신/인간, 운명/자유의지, 귀족/브루주아 등의 대립 구도는 어린 시절 가졌던 심적 갈등의 흔적이라고 할 수 있다.
결혼 전 이미 덴마크의 몇몇 잡지를 통해 단편을 발표했지만, 젊은 시절 블릭센의 목표는 화가가 되는 것이었다. 그래서 덴마크 왕립 미술원을 비롯 파리와 로마에서 잠시 동안 미술 공부를 하기도 했다.

## 아프리카 생활

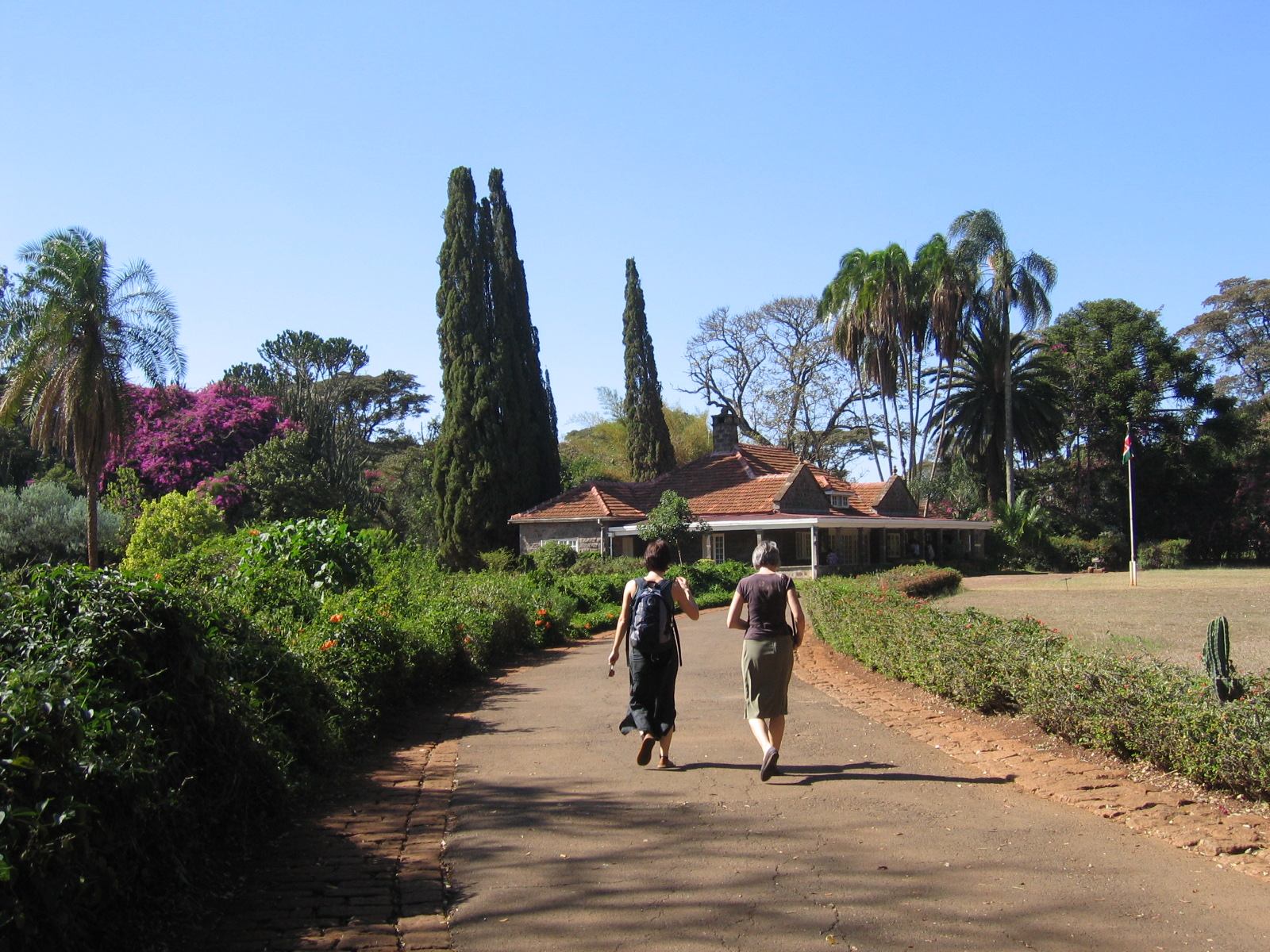
카렌 블릭센 박물관, 케냐

1914년 블릭센은 스웨덴 출신의 육촌 브로 폰 블릭센-피네케와 약혼 뒤, 당시 영국령 동아프리카로 알려진 케냐로 가서 결혼식을 올리고 나이로비 근교에서 커피 농장을 시작한다.
그러나 1915년 남편을 통해 매독에 감염되어 오랜 기간 고생을 했고(당시에 매독은 여전히 치료가 몹시 어려운 질병이었다), 1925년 남편과의 이혼, 경제 대공황과 고르지 못한 커피 작황으로 인한 농장의 파산, 연인 데니스 핀치헤튼과의 사별 등을 겪은 뒤 1931년 고향인 덴마크로 돌아온다.

## 작가 활동

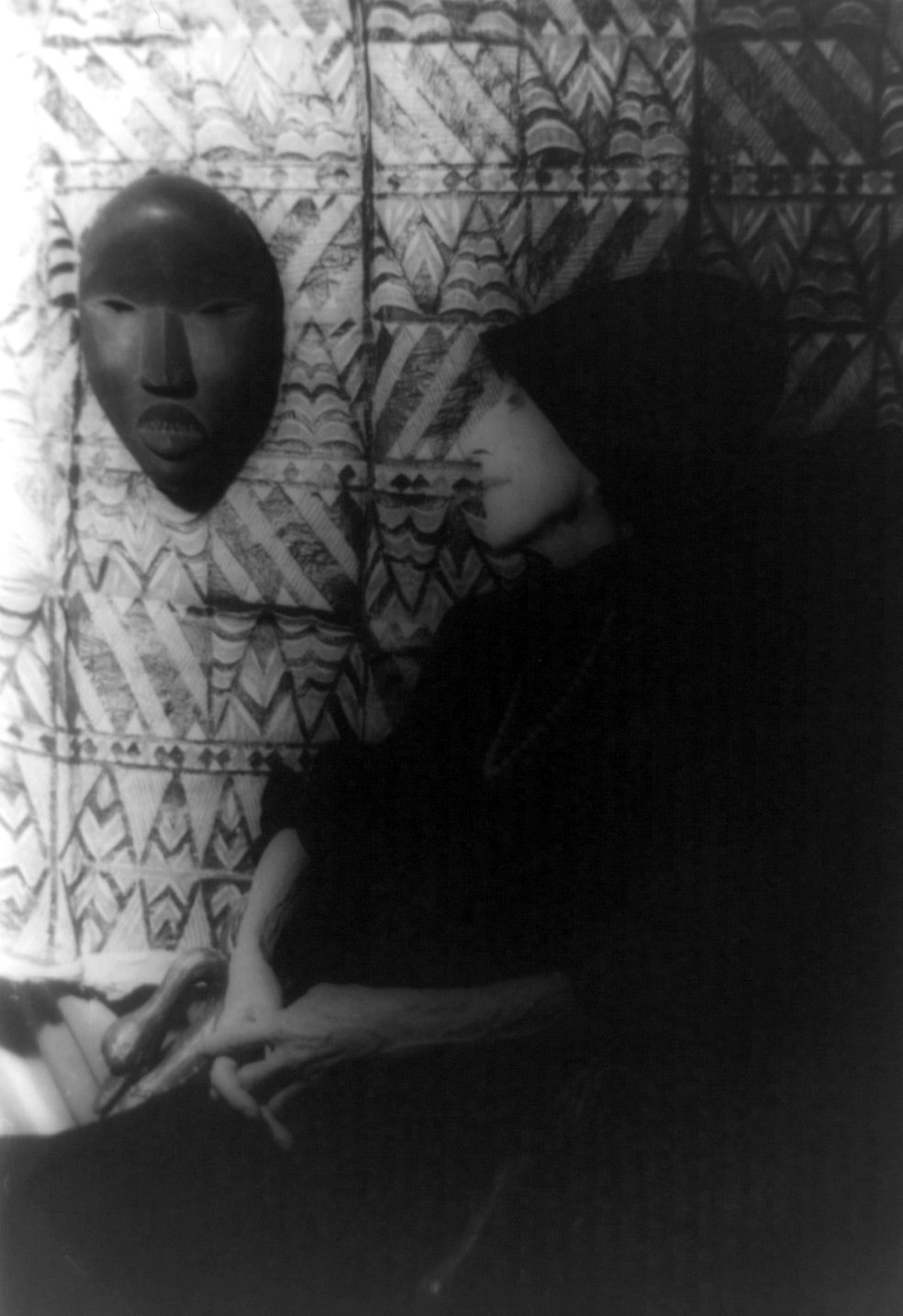
1959년, 칼 반 베흐텐이 촬영한 카렌 블릭센

이후 3년간 칩거하며 집필한 첫 작품 '7개의 고딕 이야기 (Seven Gothic Tales)'이 1934년 미국 랜덤 하우스 사에서 아이작 디네센의 필명으로 출간 상당한 성공을 거두면서 순식간에 주목받는 작가로 떠올랐다. 이후 1937년 케냐에서의 17년간의 삶을 바탕으로 쓴 자서전적 회고록 '아웃 오브 아프리카(Out of Africa)'로 다시 한 번 성공을 거두며 작가로서 안정적 지위를 확보했다. 이어 2차 대전 중 출간된 '겨울 이야기 (Winter's Tales)'(42년), '천상의 복수자(Angelic Avengers)'(1947년), '마지막 이야기 (Last Tales)'(1957년), '운명의 일화 (Anecdotes of Destiny)' (1958년), '초원 위의 그림자 (Shadows on the Grass)' (1961년) 모두 평단과 독자들의 지지를 받으며 덴마크를 대표하는 현대 작가로 자리 매김했다. 정규 작품 외에도 덴마크 내에서 라디오 강연, 평론, 에세이 집필 등의 활발한 활동을 펼쳤고, 그의 사후 '에렌가드 (Ehrengard)'(1963년), '카니발 (Carnival)'(1977년), '다게레오타입 외 기타 에세이 모음집 (Daguerreotypes and Other Essays)'(1979년), '아프리카에서의 편지 모음집 (Letters from Africa)'(1981년) 등이 출간되었다.
1954년과 1957년에는 두 차례 노벨 문학상 후보로 지명되었으나, 수상자로 선정되지는 않았다. 1959년에는 미국 학술원이 수여하는 평생 공로상을 수상했다.

## 죽음

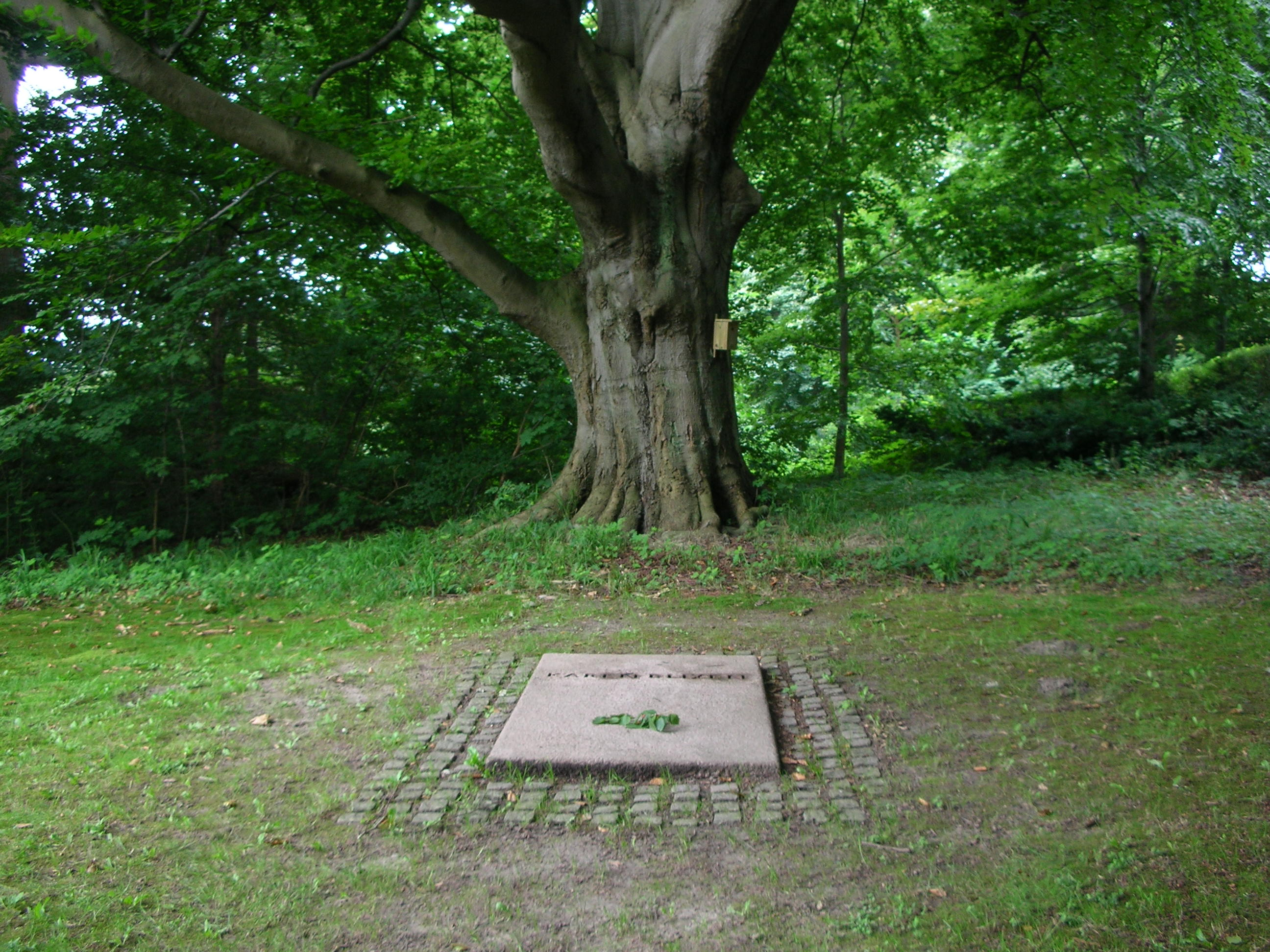
덴마크, 룽스테드에 있는 카렌 블릭센의 무덤

1962년 9월 7일, 고향인 룽스테드에서 과도한 위절제 수술로 인한 영양실조로 인하여 사망했다.

## 유산
블릭센의 작품은 종종 영화나 텔레비전 드라마로 만들어졌는데, 그 중 미국의 명장 오손 웰즈가 텔레비전 용으로 감독한 '불멸의 이야기'(1968년), 아카데미 작품상 등을 수상한 '아웃 어브 아프리카'(1986년), 아카데미 외국어 영화상을 수상한 '바베트의 만찬'(1987년) 등이 가장 유명한 예들이다. 1999년에 발행된 덴마크의 50크로네 지폐에는 블릭센의 초상화가 그려져 있다.